# Gymnasium an der Heinzenwies

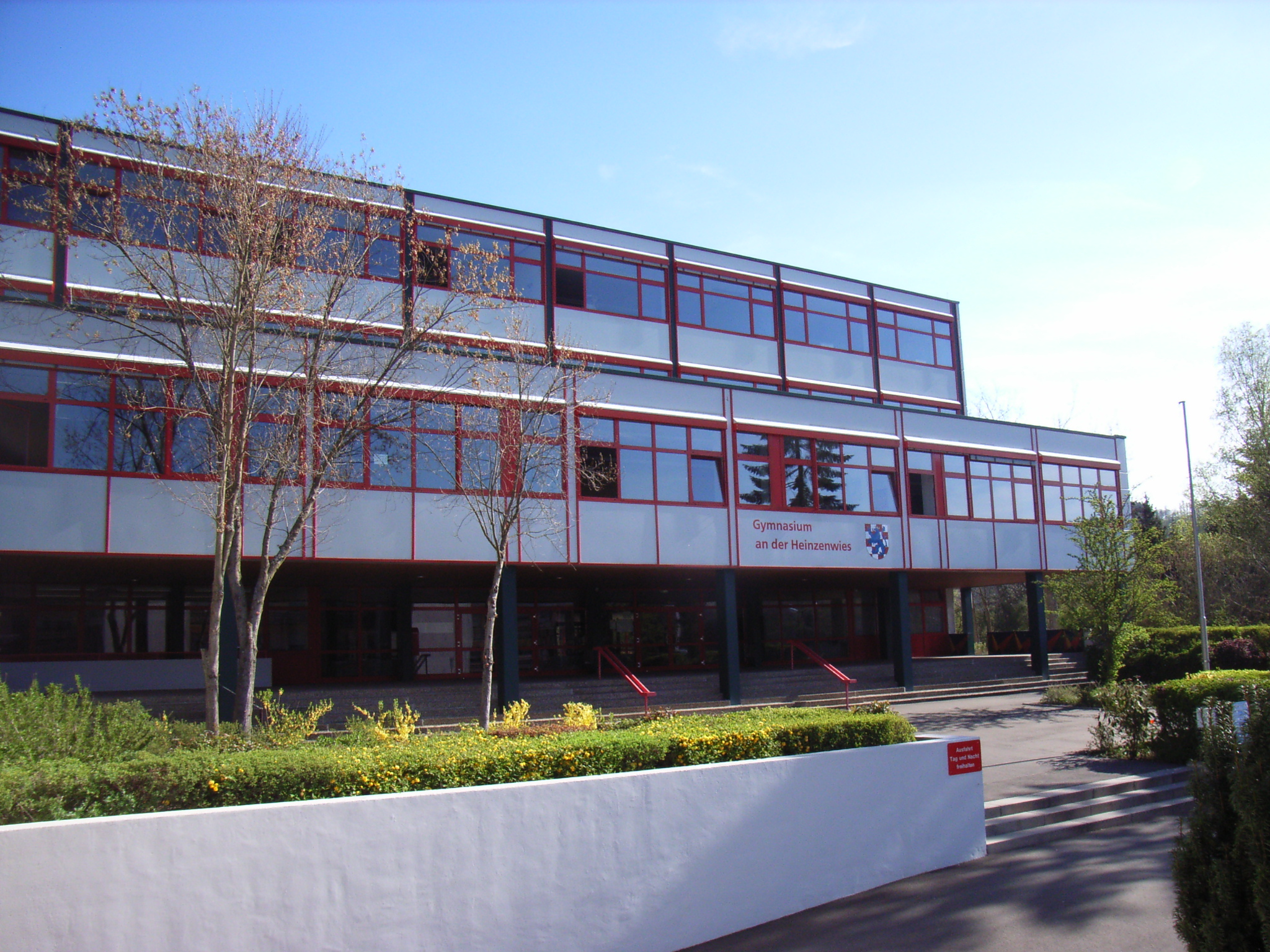
Eingang des Hauptgebäudes

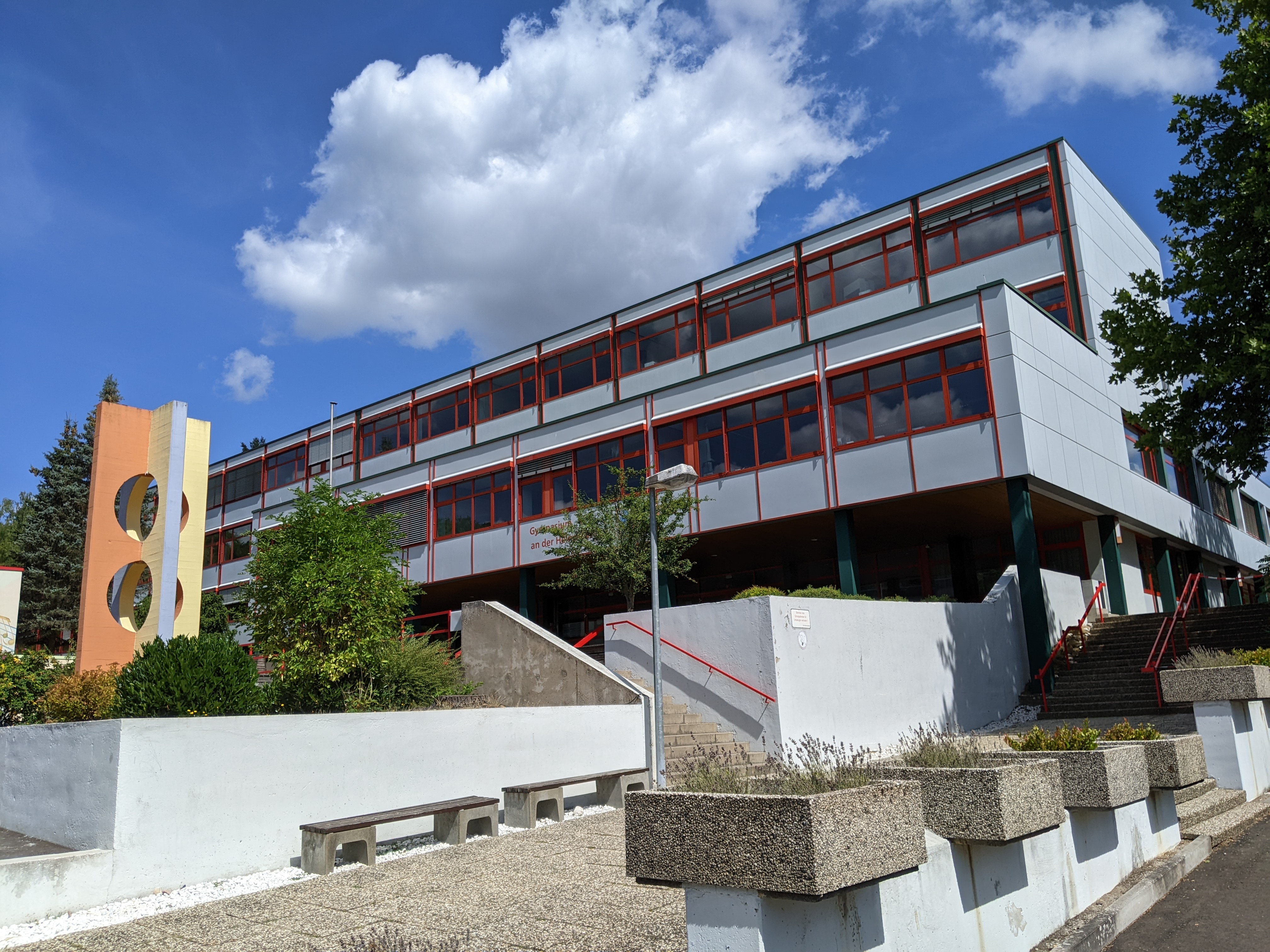
Gymnasium Heinzenwies

Das Gymnasium an der Heinzenwies ist eines von zwei Gymnasien der Stadt Idar-Oberstein in Rheinland-Pfalz. Mit zurzeit rund 680 Schülern ist es ebenso groß wie das Göttenbach-Gymnasium, das andere der beiden Idar-Obersteiner Gymnasien, die ab der fünften Klasse besucht werden können. Die Zahl der Lehrer beträgt etwa 60.
Die Schule befindet sich oberhalb des schmalen Vollmersbachtals und des dortigen „Schulzentrums Vollmersbachtal“ im Stadtteil Idar in einem bewaldeten Hang. Unweit des Zentrums von Idar liegt das Schulzentrum relativ verkehrsgünstig.

## Geschichte
Das Gymnasium an der Heinzenwies ist eine recht junge Schule. Da im bis dahin einzigen Gymnasium Idar-Obersteins, dem Göttenbach-Gymnasium, Platzmangel herrschte, wurde in den Jahren 1966–1968 das Gymnasium an der Heinzenwies erbaut, womit es das jüngste Gymnasium im gesamten Kreis Birkenfeld ist.
Bereits vor 1968 wurde von Max Rupp und dem damaligen Landrat Walter Beyer eine Diskussion um einen Namenspatron des Neuen Gymnasiums eingeleitet. Es waren Emil Kirschmann, Friedrich Christian Laukhard, Rudolf Opitz, Ludwig Starklof und Georg Maus in der Diskussion. Außerdem hatte man noch eine Alternative in der Hinterhand, indem man parallel zum Göttenbach-Gymnasium auch für das Neue Gymnasium eine Flurbezeichnung wählte: Heinzenwies, die ehemalige Stierwiese. Für diese Möglichkeit entschied man sich letztendlich.
Am 28. August 1968 fand erstmals im Gebäude Unterricht statt. In den folgenden Jahren wurde die Schule um zwei Pavillons erweitert, da die Schülerzahl stieg.
Im September 1996 – 30 Jahre nach der Grundsteinlegung – wurde unerwartet Einsturzgefahr für große Teile des Hauptgebäudes festgestellt, so dass diese gesperrt wurden. Zunächst wurde der Unterricht in die nahe gelegene Realschule und zeitlich auf den Nachmittag verlegt. Im Oktober wurden dann auf dem Schulhof als Notbehelf zweistöckige Container aufgestellt; der Unterricht fand in diesen wieder morgens statt. Erst ab April 1997 konnten die meisten Klassen wieder im Gebäude unterrichtet werden. Ein Jahr später wurden wieder alle Schüler in der Schule unterrichtet.
Bis zum Sommer 1999 gingen die Sanierungsarbeiten weiter. Dabei erhielt der Innenhof ein Glasdach und wurde damit zur Aula. Im April 2001 wurde als letzter Teil der gesamten Sanierung noch die Turnhalle erneuert. Im Sommer 2002 wurde ein Beach-Volleyball-Platz angelegt.

## Sport
Der Schulsportverein des Gymnasiums SSVGH Idar-Oberstein e.V. ist u. a. in Sportarten wie Fußball, Leichtathletik und Volleyball aktiv. Die Damenvolleyballmannschaft landet dabei im Rahmen des Wettbewerbs Jugend trainiert für Olympia regelmäßig auf den vorderen Plätzen in Rheinland-Pfalz und durfte schon mehrmals als Landesmeister zu den deutschen Meisterschaften nach Berlin.
Die Herrenabteilung des Vereins war 2007 bei „Jugend trainiert für Olympia“ in Berlin dabei. Nach vier durchaus erfolgreichen Jahren mit dem Ligaverbleib 2010 in der Rheinhessenliga hat sich das Team nun aufgelöst auf Grund privater Umstände der einzelnen Spieler.
Das Gymnasium verfügt über viele Außensportanlagen. Dazu gehören ein Sportplatz mit Tribüne, ein Tartanfeld, eine Kugelstoßanlage und zwei Beachvolleyballfelder. Zusätzlich verfügt das Gymnasium auch über eine größere Sporthalle und einen kleinen Gymnastikraum mit jeweils ausreichend Sportgeräten.

## Weiteres
In unregelmäßigen Abständen erscheint etwa zweimal im Jahr eine Schülerzeitung, ihr Name ist „Perspektive“. Ebenfalls bekannt ist die Theater-AG, die jedes Jahr an zwei Abenden ihren Auftritt hat. Inzwischen haben sich zwei weitere besondere Tage an der Heinzenwies etabliert: Das Weihnachtskonzert im Dezember und zum Abschluss des Schuljahres der „Tag der offenen Tür“, an dem die Eltern dem Unterricht beiwohnen dürfen. Der „Tag der offenen Tür“ hat jedes Jahr ein anderes Motto, mit dem sich nach dem planmäßigen Unterricht nachmittags beschäftigt wird.
Fest in den Schulalltag integriert ist der Schulsanitätsdienst (SSD). Unter Obhut des Deutschen Roten Kreuzes werden Schüler in notfallmedizinischen Grundlagen geschult und trainiert. Einige Schulsanitäter der Oberstufe haben sich professionell weitergebildet (Sanitäter, Rettungssanitäter). Dadurch, sowie durch die umfassende Ausstattung, welche unter anderem Möglichkeiten zur Beatmung, Defibrillation und Diagnostik bietet, ist eine kompetente Versorgung von vielen Notfällen möglich.
Das Heinzenwies-Gymnasium hat drei Partnerschulen, mit denen regelmäßig Schüleraustausche stattfinden: die Springwood High School in King’s Lynn (England), das Collège des Tilleuls in Claye-Souilly (Frankreich) und das XX Liceum Ogolnoksztalcace in Krakau (Polen).
Der Förderverein des Gymnasiums an der Heinzenwies Idar-Oberstein e. V. wurde am 3. Juni 1985 gegründet und hat ca. 230 Mitglieder (Stand 2005).
Seit mehreren Jahren ist das Gymnasium an der Heinzenwies an mehreren bundesweiten Projekten beteiligt, wie z. B. „Jugend debattiert“, „Projekt Junior“ oder „Mathe ohne Grenzen“.

## Lehrer
- Armin Peter Faust